# Madonna Rucellai
Madonna Rucellai – obraz Duccia di Buoninsegny.

## Historia obrazu
W 1285 florenckie bractwo Marii Panny z Santa Maria Novella zamówiło u Duccia obraz ołtarzowy. Obraz tronującej Matki Boskiej zawieszono w kaplicy św. Grzegorza, a potem w kaplicy Ruccellai. Przez długi czas Madonna Rucellai była przedmiotem dyskusji wśród historyków sztuki. Dzieło jest czasami nazywane obrazem „Mistrza Madonny Rucellai”. Vasari przypisał jego autorstwo florenckiemu mistrzowi Cimabue i ten pogląd utrzymywał się do początków XX w. Rama dekorowana medalionami, trzy pary aniołów flankujących tron i zamaszysty gest błogosławiącego Dzieciątka to niezaprzeczalne podobieństwa do obrazu Cimabuego Maestà (obecnie w Luwrze, w czasach ówczesnych w kościele św. Franciszka w Pizie).